# Austmusia lindi
Espèce
Austmusia lindi est une espèce d'araignées aranéomorphes de la famille des Desidae.

## Distribution
Cette espèce est endémique du Victoria en Australie. Elle se rencontre dans le parc national Lind.

## Description
La carapace de la femelle holotype mesure 6,42 mm de long sur 4,07 mm et l'abdomen 6,7 mm de long sur 4,2 mm.

## Étymologie
Son nom d'espèce lui a été donné en référence au lieu de sa découverte, le parc national Lind.

## Publication originale
- Gray, 1983 : A new genus of spiders of the subfamily Metaltellinae (Araneae, Amaurobioidea) from southeastern Australia. Proceedings of the Linnean Society of New South Wales, vol. 106, p. 275-285 (texte intégral).